# Yoo Byung-soo
Yoo Byung-soo (유병수?, 兪炳守?; Daegu, 26 marzo 1988) è un calciatore sudcoreano, attaccante dell'Hwaseong.